# Februus
En la mitología romana, Februus era el dios de los muertos y la purificación. Fue también adorado por los etruscos, donde podría haberse convertido en Febris, diosa de la malaria y la fiebre. Es, posiblemente, nombrado así en honor de los más antiguos Februa, (también Februalia y Februatio), las fiestas de la purificación.
Estas se celebraban más o menos al mismo tiempo que las lupercales, en honor de Fauno y de la loba que amamantó a Rómulo y Remo. Como resultado, se pensaba con regularidad que Fauno y Februus eran el mismo dios para los romanos. Februus es el dios romano de febrero, que fue nombrado así por el festival y se convirtió en el período de tiempo en el que se realizaban los rituales de purificación y se hacían sacrificios para expiar los pecados.